# Рыбы (знак зодиака)

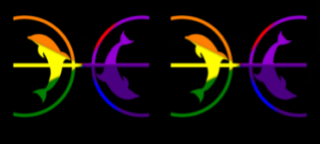

Знак Рыбы (лат. Pisces) — двенадцатый знак зодиака, соответствующий сектору эклиптики от 330° до 360°, считая от точки весеннего равноденствия; мутабельный знак тригона Вода.
В западной астрологии считается, что Солнце находится в знаке Рыб приблизительно с 20 февраля по 20 марта. Не следует путать знак Рыб с созвездием Рыб, в котором Солнце находится с 12 марта по 18 апреля.
Знаком Рыб управляют Юпитер и Нептун, здесь в экзальтации Венера, в изгнании и падении Меркурий.

## Символ
Рыбы — парный знак, обозначающийся двумя взаимно повёрнутыми в разные стороны скобками, связанными вместе единым куканом, а также двумя рыбами, плывущими в разных направлениях, но связанных лентой.
Символ Рыб, по всей вероятности, восходит к древнегреческому мифу об Афродите и Эроте, которые хотели ускользнуть от тысячеголового монстра Тифона. Они прыгнули в реку и превратились в рыб. Рыбы держатся зубами за соединяющую их серебряную нить. При этом Рыбы как бы смотрят в разные стороны в знак конфликта между сознанием и душой человека.
В Юникоде символ Рыб ♓ (может не отображаться в некоторых браузерах) находится под десятичным номером 9811 или шестнадцатеричным номером 2653 и может быть введён в HTML-код как &#9811; или &#x2653;.

## Функции в культуре
Зодиакальное созвездие Рыб ещё не выделялось в ассирийской астрономии и астрологии: на его месте размещались созвездия kun.mes (Хвосты), sim.mah (Ласточка) и a-nu-ni-tum.. Вавилоняне видели там связанных хвостами Рыбу и Ласточку. Единое созвездие «Рыба» или «Хвосты» (mul.kun.mes, KU6) появляется уже в текстах персидского времени. Тем не менее, в месопотамской культуре этот знак зодиака ассоциируется с водой и завершением годового цикла (жатвой), что характерно для более поздних астрологических представлений. Согласно Манилию, первая из Рыб завершает зиму, а следующая приводит весну. В античной традиции с Рыбами связывалась вода и северный ветер. Уже в средневековье схождение планет в знаке Рыб в 1524 году вызвало коллективную панику: считалось, что оно предвещает новый всемирный потоп: эта идея особенно активно распространялась протестантами.
Античная натальная астрология связывала с Рыбами людей, имеющих отношение к морю — строителей кораблей, гребцов, моряков, купцов и так далее. Манилий утверждал, что такие люди пугливы, как рыба, и неверны
Уже в античности созвездия объединялись в триплицитеты (тригоны) по элементам: к знакам воды причисляли Рака, Скорпиона и Рыб. Люди, родившиеся под знаками одного тригона, должны были быть связаны дружбой, однако, как писал Манилий, это не обязательно так: для Рака Скорпион мог стать лживым, а Рыбы — слабодушным другом.
В вавилонской традиции под покровительством этих знаков находилась страна Субарту. Согласно географической астрологии античности, Рыбы покровительствовали Красному Морю и Индии, а также области Тигра и Евфрата, Парфии и Бактрии. По семитским традициям, Рыбы управляли Вавилоном, Сузой и Ниневией: связь Рыб с Ниневией основана на том, что их название на аккадском напоминает слово «Ниневия», и аккадский знак для Ниневии изображает рыбу в ограде Наряду с Близнецами, Рыбы считались парным знаком. Знак Рыб имел различные христианские толкования. Так, Зенон Веронский считал, что двойственность Рыб символизирует христиан и иудеев, которые смотрят в разные стороны, но связаны единой традицией.

## Галерея

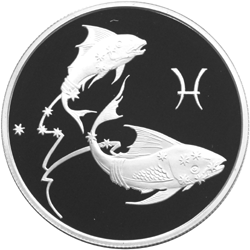
Российская монета «Рыбы»
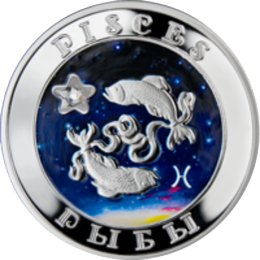
Армянская серебряная монета «Рыбы»
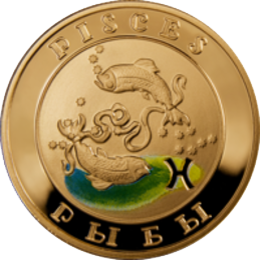
Армянская золотая монета «Рыбы»

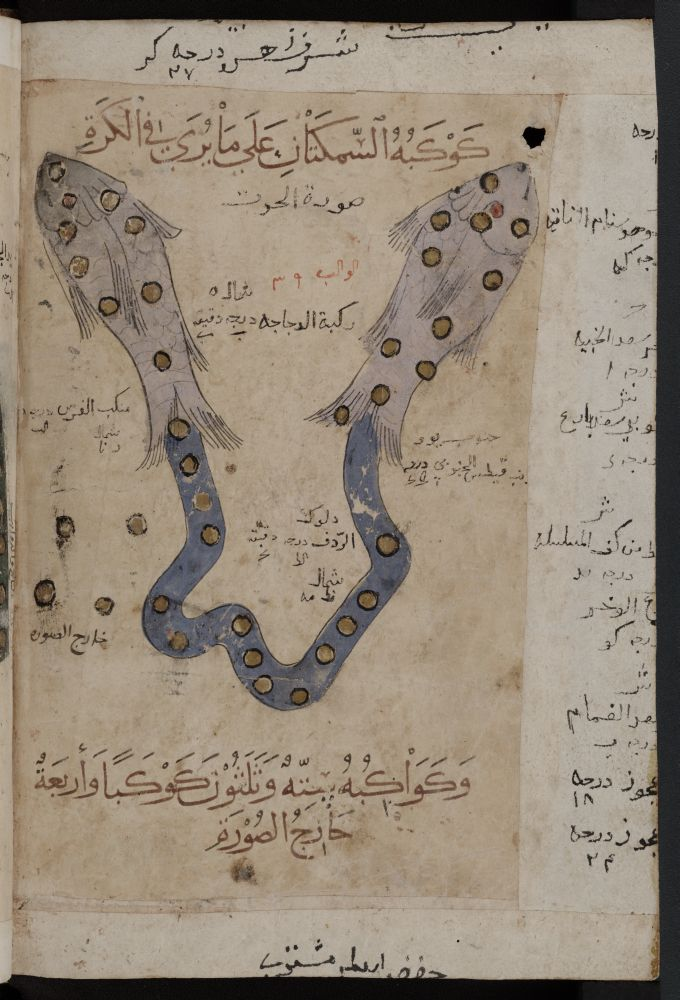
А арабской рукописи XIV века «Книга Чудес»
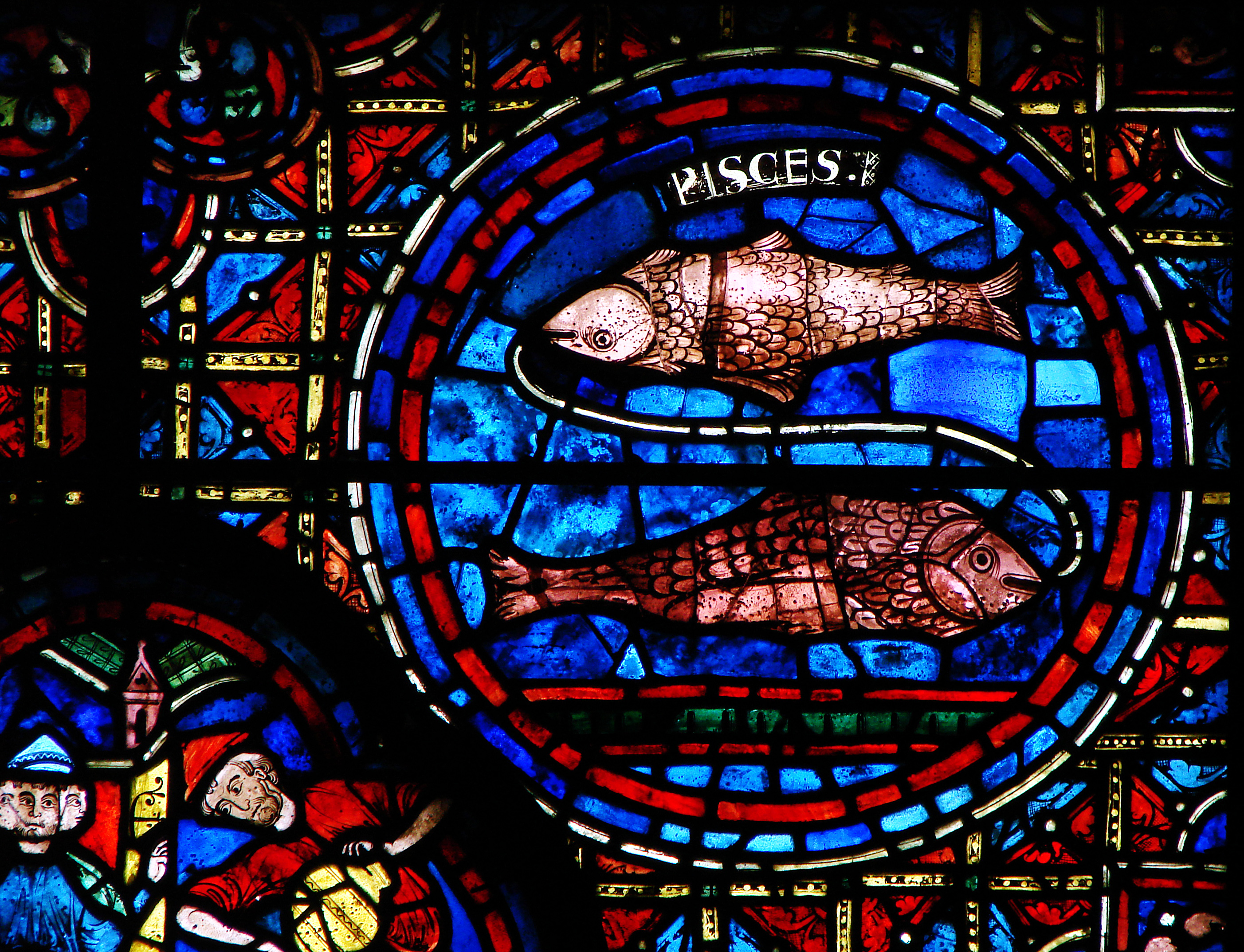
В Шартрском соборе
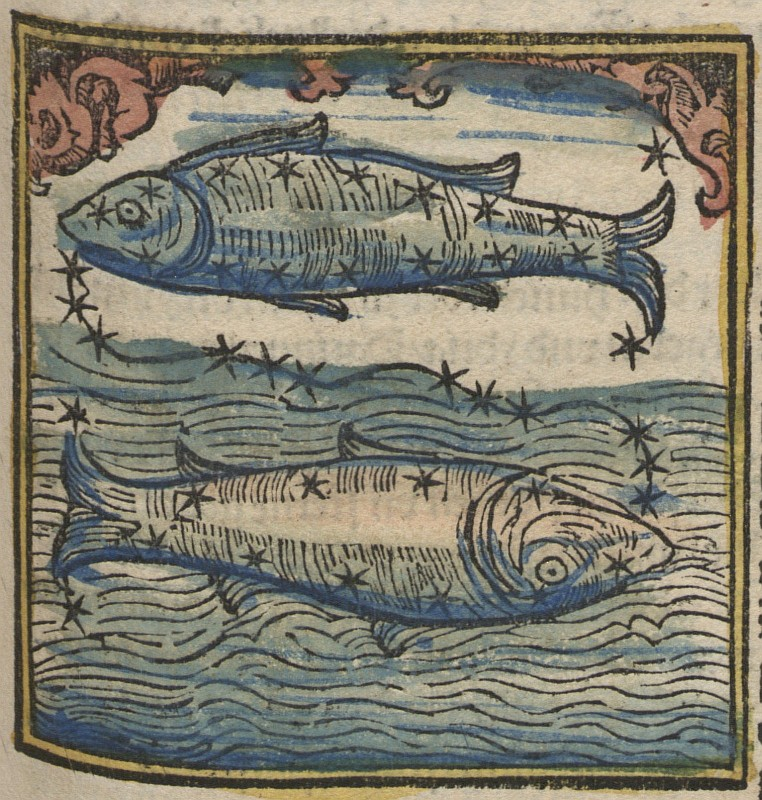
Ксилография Региомонтана XVI века
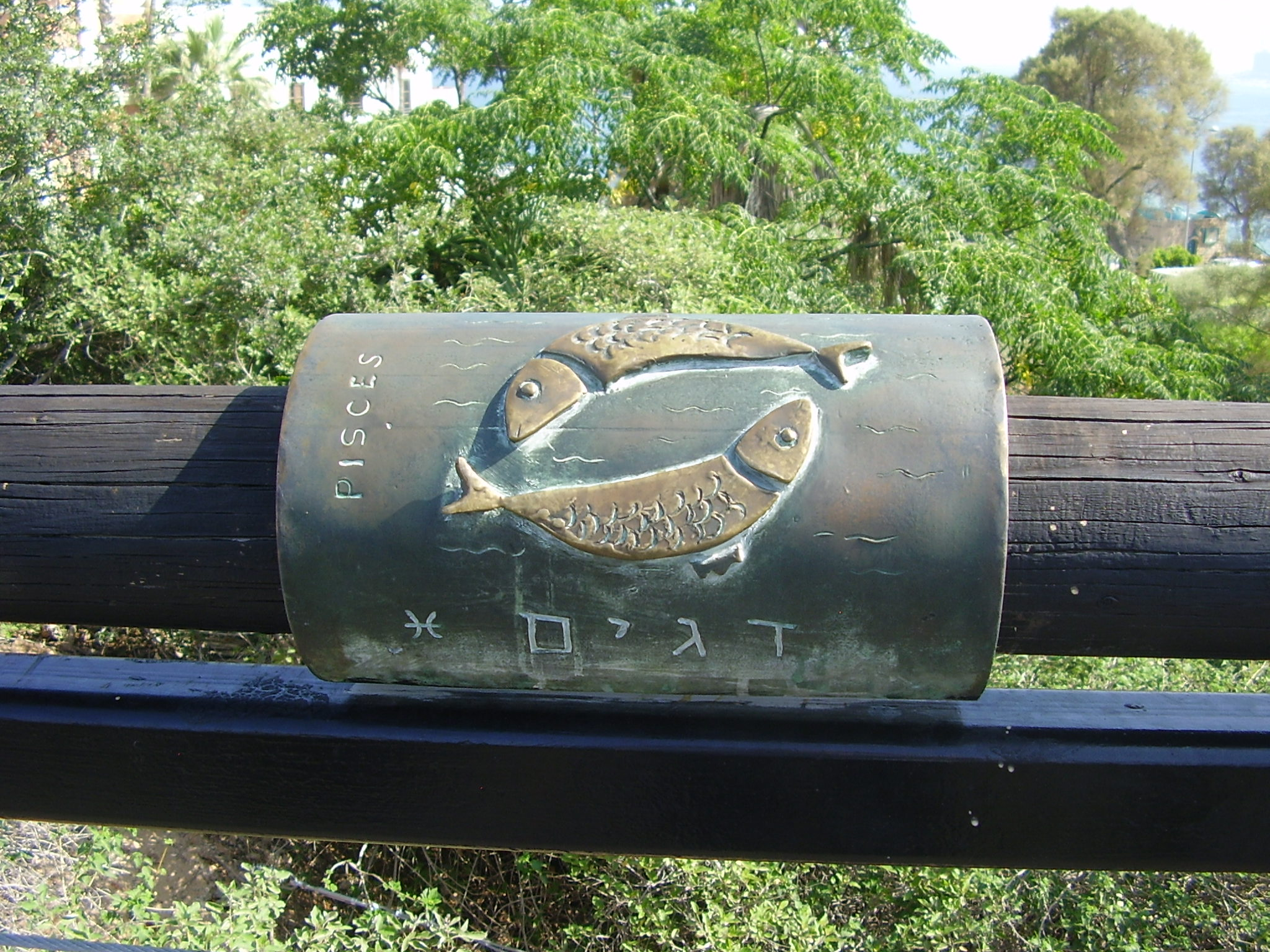
На «Мосту желаний» в Старой Яффе, Израиль
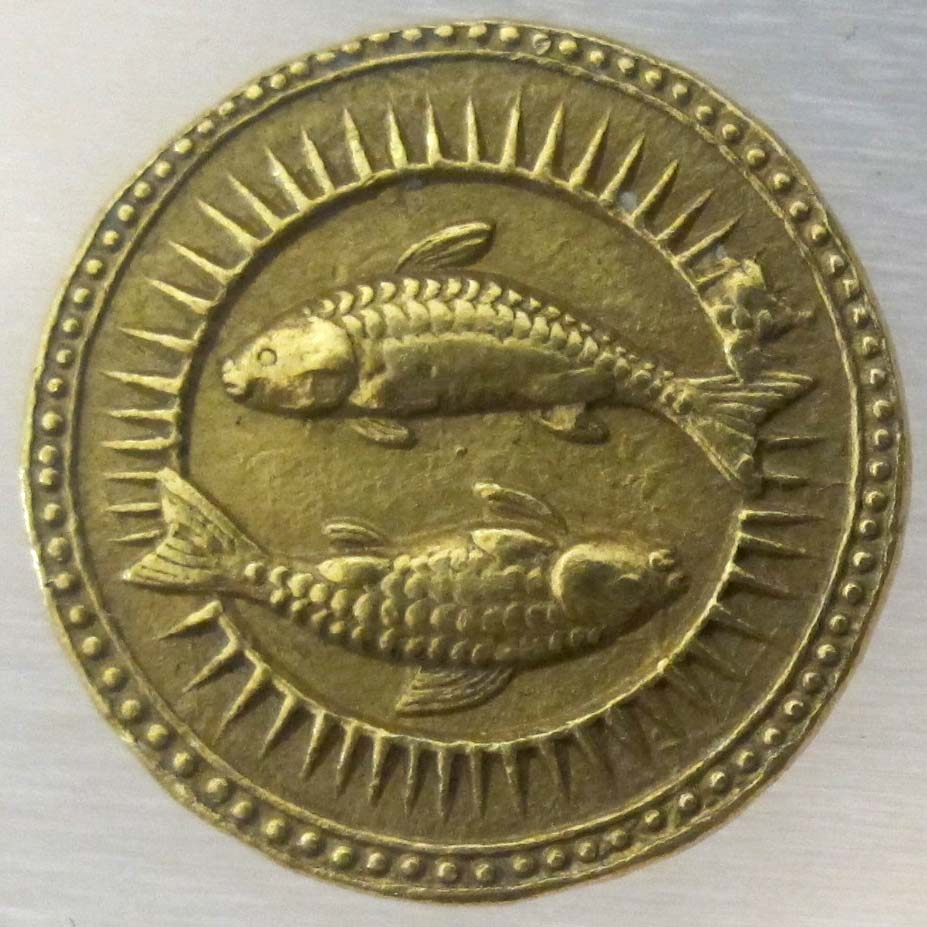
Золотая монета правления Джахангира
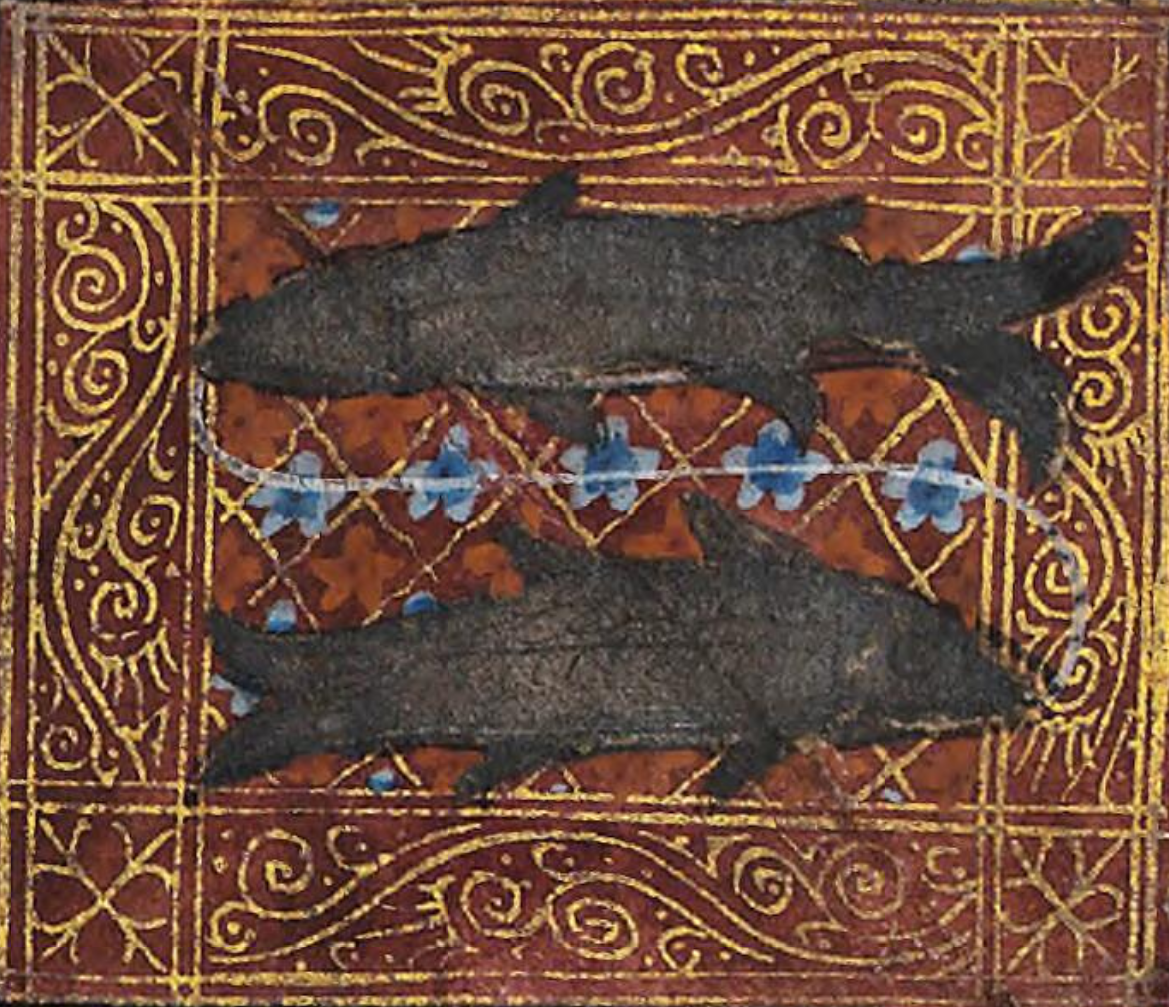
В английском Часослове (ок. 1390)